# Pistoxenos
Pistoxenos (altgriechisch Πιστόξενος, übersetzt „treuer Fremder“) war ein griechischer Töpfer, der in der ersten Hälfte des 5. Jahrhunderts v. Chr. in Athen tätig war. Es sind sieben Skyphoi und eine Schale mit seiner Signatur bekannt. Er arbeitete in seiner Werkstatt mit mehreren bedeutenden Malern des rotfigurigen Stils zusammen, darunter mit dem nach seinen Töpferwaren benannten Pistoxenos-Maler, dem Syriskos-Maler, dem P.S.-Maler und Epiktetos.
Martin Robertson hat aufgrund der Signatur Πιστοχσενος Συρισκος εποιεσεν auf zwei Skyphoi die Theorie aufgestellt, der Töpfer und Maler Syriskos (übersetzt „kleiner Syrer“, identisch mit dem Kopenhagen-Maler) habe mit dem Namen Pistoxenos das Malen aufgegeben und nur noch als Töpfer gearbeitet.

## Signierte Gefäße
- London, British Museum E 139. Skyphos. Epiktetos.
- Florence, Museo Archeologico 2 B 2. Fragment eines Skyphos.
- Brüssel, Musées Royaux d’Art et d’Histoire A 11. Skyphos. Syriskos-Maler.
- Paris, Louvre C 108118. Skyphos. Syriskos-Maler.
- Schwerin, Staatliches Museum 708. Skyphos. Pistoxenos-Maler.
- Ehemals Capranesi. Schale (verschollen).
- Whitby, Mulgrave Castle, Sammlung Lord Normanby. Schale. P.S.-Maler.
- Whitby, Mulgrave Castle, Sammlung Lord Normanby. Schalenskyphos. P.S.-Maler.